# Atrato (Schiff, 1889)
Die RMS Atrato (II) war ein 1889 in Dienst gestelltes Passagierschiff der britischen Reederei Royal Mail Line, das im Passagier- und Postverkehr von Großbritannien zu den Westindischen Inseln eingesetzt wurde. 1912 wurde das Schiff verkauft. Während des Ersten Weltkriegs diente sie als HMS Viknor als bewaffneter Hilfskreuzer (Armed Merchant Cruiser). Am 13. Januar 1915 verschwand das Schiff mit 295 Menschen an Bord während einer Patrouillenfahrt an der nordirischen Küste. Die HMS Viknor war möglicherweise auf eine deutsche Seemine gelaufen. Es gab keine Überlebenden.

## Das Schiff
Das 5386 BRT große Dampfschiff Atrato wurde auf der Werft Robert Napier & Sons in Govan bei Glasgow gebaut und lief am 22. September 1888 vom Stapel. Die Atrato war ein 128,3 Meter langes und 15,2 Meter breites Passagier- und Postschiff. Sie hatte zwei Schornsteine, drei Masten und einen einzelnen Propeller und wurde von Dreifachexpansions-Dampfmaschinen angetrieben, die das Schiff auf eine Geschwindigkeit von 15 Knoten beschleunigen konnten. Es konnten 221 Passagiere in der Ersten, 32 in der Zweiten und 26 in der Dritten Klasse befördert werden.
Am 17. Januar 1889 legte die Atrato in Southampton zu ihrer Jungfernfahrt nach Brasilien, Montevideo und Buenos Aires ab. In den folgenden Jahren fuhr das Schiff aber ausschließlich von England zu den Westindischen Inseln. 1912 wurde das Schiff an die Viking Cruising Company verkauft und in Viking umbenannt.
Nach Ausbruch des Ersten Weltkriegs wurde das Schiff am 12. Dezember 1914 von Admiralität zum Einsatz als bewaffneter Hilfskreuzer herangezogen und als HMS Viknor dem 10th Cruiser Squadron zugeteilt. Das Schiff diente fortan in der Northern Patrol, die als die Seeblockade gegen das Deutsche Reich zwischen den Orkney-Inseln und den Färöern diente.
Am 13. Januar 1915, nur einen Monat nach der Indienststellung, befand sich die HMS Viknor unter dem Kommando von Commander Ernest Orford Ballantyne mit 22 Offizieren und 273 unteren Rängen der Royal Navy an Bord auf Patrouillenfahrt vor Nordirland. Sie stand mit der Funkstation von Malin Head in Verbindung und wurde zuletzt vor Tory Island etwa 14 km vor der Küste Donegals gesehen. Danach verlor sich jede Spur des Schiffs. Es wurden auch keine Notrufe verzeichnet.
In den Tagen nach dem Verschwinden wurden zahlreiche Leichen an die Küste gespült. Überlebende wurden jedoch nicht gefunden. Das Wrack der HMS Viknor wurde 2006 lokalisiert. Es wird im Allgemeinen davon ausgegangen, dass das Schiff in ein von dem Hilfskreuzer Berlin kurz zuvor gelegtes Minenfeld lief und sank. Auch ein schwerer Sturm, der sich zu der Zeit in der Gegend ereignete, könnte ursächlich gewesen sein. Die tatsächliche Ursache konnte jedoch nie geklärt werden.